# Janina Lewandowska

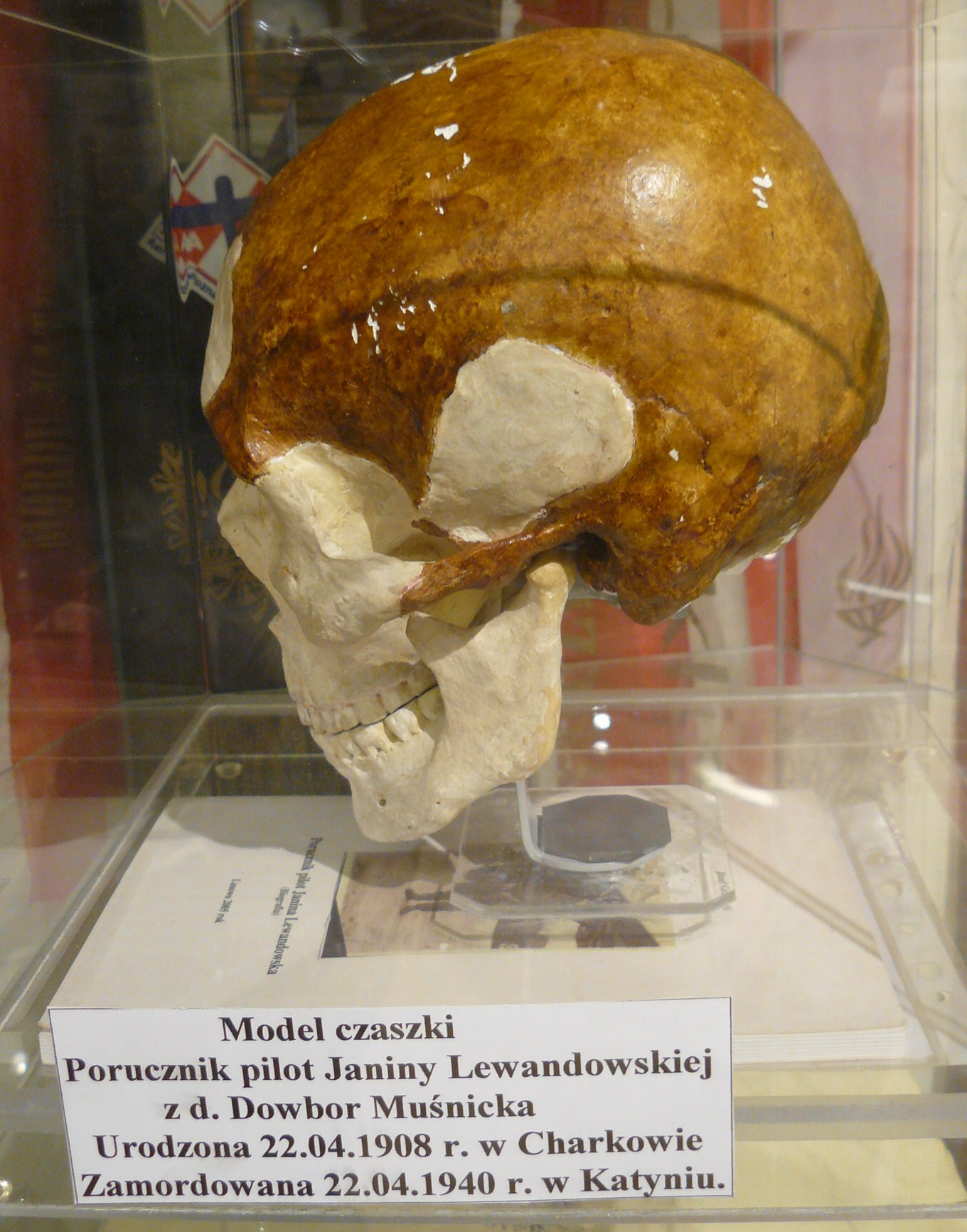
Model czaszki w Muzeum Powstańców Wielkopolskich w Lusowie

Janina Antonina Lewandowska z domu Dowbor-Muśnicka (ur. 22 kwietnia 1908 w Charkowie, zm. 22 kwietnia 1940 w Katyniu) – polska pilotka szybowcowa i samolotowa, spadochroniarka, podporucznik pilot lotnictwa Wojska Polskiego II RP, jedyna kobieta-żołnierz zabita w Katyniu w ramach zbrodni katyńskiej, pośmiertnie awansowana na stopień porucznika.

## Życiorys
Urodziła się w Charkowie w ówczesnej Rosji, w rodzinie Józefa Dowbora-Muśnickiego i Agnieszki z domu Korsońskiej. Po powrocie do Polski mieszkała z rodzicami w Batorowie. Po ukończeniu gimnazjum im. Gen. Zamoyskiej w Poznaniu studiowała w Konserwatorium Muzycznym. Próbowała zostać śpiewaczką, jednak brak zgody ojca i słaby głos nie pozwoliły jej na to. Pracowała na poczcie i dorywczo na Wystawie Krajowej.
W gimnazjum pod wrażeniem pokazów na Ławicy zainteresowała się szybownictwem. Była członkinią Aeroklubu Poznańskiego. Ukończyła Wyższą Szkołę Pilotażu oraz kursy we Lwowie i w Dęblinie w zakresie radiotelegrafii. Została skierowana na kurs radiotelegraficzny do Lwowa w 1937, gdzie odbyła przeszkolenie na aparatach drukujących, tzw. juzach, będących wówczas na wyposażeniu wojska. Uzyskała stopień podchorążego, następnie awansowana do stopnia podporucznika rezerwy.
Była pierwszą kobietą w Europie, która wykonała skok spadochronowy z wysokości 5 km. Podczas pokazów szybowcowych w Tęgoborzu koło Nowego Sącza poznała ppłk. Mieczysława Lewandowskiego (1892–1964), instruktora szybowcowego (wcześniej oficera 10 pułku saperów). Para wzięła ślub cywilny 10 czerwca 1939 w Poznaniu, niedługo później w Tęgoborzu wzięli ślub kościelny.
3 września 1939 w drodze z Nekli do Wrześni dołączyła do rzutu kołowego Bazy Lotniczej Nr 3, którym dowodził oficer ewidencyjny 3 pułku lotniczego kpt. pil. Józef Sidor. Prawdopodobnie 22 września w rejonie Husiatyna dostała się do niewoli radzieckiej. Jedna z relacji mówi, że została zestrzelona przez Niemców i w czasie skoku ze spadochronem znalazła się po stronie sowieckiej, gdzie została wzięta do niewoli jako polski podporucznik. Inna wersja mówiła o zestrzeleniu przez Armię Czerwoną nad ziemiami wschodnimi.
Była przetrzymywana najpierw w Ostaszkowie, potem w obozie w Kozielsku. Tam przebywali jej znajomi z lotnictwa, z którymi utrzymywała kontakt; był nim m.in. ppor. Michał Kulikowski, lekarz 51 eskadry rozpoznawczej. Jej osobę wspominali w sporządzonych pamiętnikach obozowych inni jeńcy obozu kozielskiego: mjr Kazimierz Szczekowski i Włodzimierz Wajda (opisując, iż trzyma się dzielnie i wzorowo, a także fakt zaproszenia jej na skromny obiad) oraz ocaleni od późniejszych egzekucji Witold Ogniewicz, Henryk Gorzechowski, kpt. dr Wacław Mucho (który stwierdził we wspomnieniach, że generalnie dla innych osadzonych w obozie nie było wiadome kim Lewandowska jest z pochodzenia i jedynie chodziły słuchy, iż jest krewną lub córką generała). Informacje o przetrzymywaniu w sowieckim obozie Janiny Lewandowskiej przekazał jej krewnym (konkretnie jej kuzynce, Zofii Ostromęckiej z Dowbór-Muśnickich, córce Konstantego, czyli stryja Janiny) Rafał Bniński, który został wywieziony z Kozielska 9 grudnia 1939 i przez tereny przyłączone do III Rzeszy dotarł do Warszawy (według jego relacji Janina Lewandowska na terenie obozu kozielskiego posiadała osobne pomieszczenie, uczestniczyła w tajnym życiu religijnym obozu, m.in. wypiekając opłatki hostii, za co była poddawana rewizjom przez władze obozowe). W czasie przesłuchań, podobnie jak część oficerów, zmieniła w zeznaniach swoje dane – podając, że urodziła się w 1914 oraz nieprawdziwe imię ojca, Marian. Z takimi danymi figuruje na liście wywozowej nr 040/1 z 20 kwietnia 1940, pod pozycją 53 (akta nr 1469 ujawnione w 1991). Transport wyruszył ok. 20 kwietnia 1940. Najprawdopodobniej nazajutrz lub dwa dni później, 22 kwietnia 1940 – w dzień swoich urodzin, jako jedyna kobieta wśród ofiar zgładzonych w Katyniu została zamordowana przez funkcjonariuszy Obwodowego Zarządu NKWD w Smoleńsku oraz pracowników NKWD przybyłych z Moskwy na mocy decyzji Biura Politycznego KC WKP(b) z 5 marca 1940. Ofiary tej części zbrodni katyńskiej grzebano w bezimiennych mogiłach zbiorowych, gdzie od 28 lipca 2000 mieści się oficjalnie Polski Cmentarz Wojenny w Katyniu. 
W Lesie Katyńskim prowadzone były ekshumacje i prace archeologiczne. Zwłoki Janiny Lewandowskiej zostały odnalezione przez Niemców podczas pierwszej ekshumacji z mogił katyńskich w 1943. Był przy tym obecny m.in. Józef Mackiewicz. Była jedyną wydobytą z mogił kobietą, czego Niemcy nie potrafili wytłumaczyć i – w obawie przed niespodziewanymi efektami propagandowymi – nie ujawnili tego faktu na sporządzonej liście ofiar. Dwa lata później – przywieziona do Wrocławia z Katynia przez prowadzącego pierwszą ekshumację prof. Gerharda Butza z Zakładu Medycyny Sądowej niemieckiego Uniwersytetu Wrocławskiego – jej czaszka wraz z sześcioma innymi trafiła do rąk profesora Bolesława Popielskiego, który przez kilkadziesiąt lat ukrywał je przed pracownikami Urzędu Bezpieczeństwa i NKWD. Tuż przed śmiercią w 1997 zdradził tajemnicę współpracownikom. Za pomocą metod komputerowych potwierdzono, że są to szczątki ofiar katyńskich, ale zidentyfikowano tylko jedną czaszkę – Janiny Lewandowskiej. Została ona zidentyfikowana w maju 2005 metodą superprojekcji w Zakładzie Medycyny Sądowej Akademii Medycznej we Wrocławiu (w badaniach uczestniczyli pracownicy Wrocławskiej Szkoły Rekonstrukcji przy Katedrze Antropologii Uniwersytetu Wrocławskiego, w tym prof. Zbigniew Rajchel. Po identyfikacji 4 listopada 2005 czaszkę z honorami wojskowymi pochowano w specjalnej urnie w grobowcu rodziny Dowbor-Muśnickich na cmentarzu w Lusowie.
Przywoływana jest jako jedyna kobieta zamordowana w ramach zbrodni katyńskiej, co jest nieścisłością, jako że na tzw. Ukraińskiej Liście Katyńskiej znajduje się grupa żeńskich ofiar, aczkolwiek wśród nich nie ma kobiet czynnych wojskowych.

## Upamiętnienie

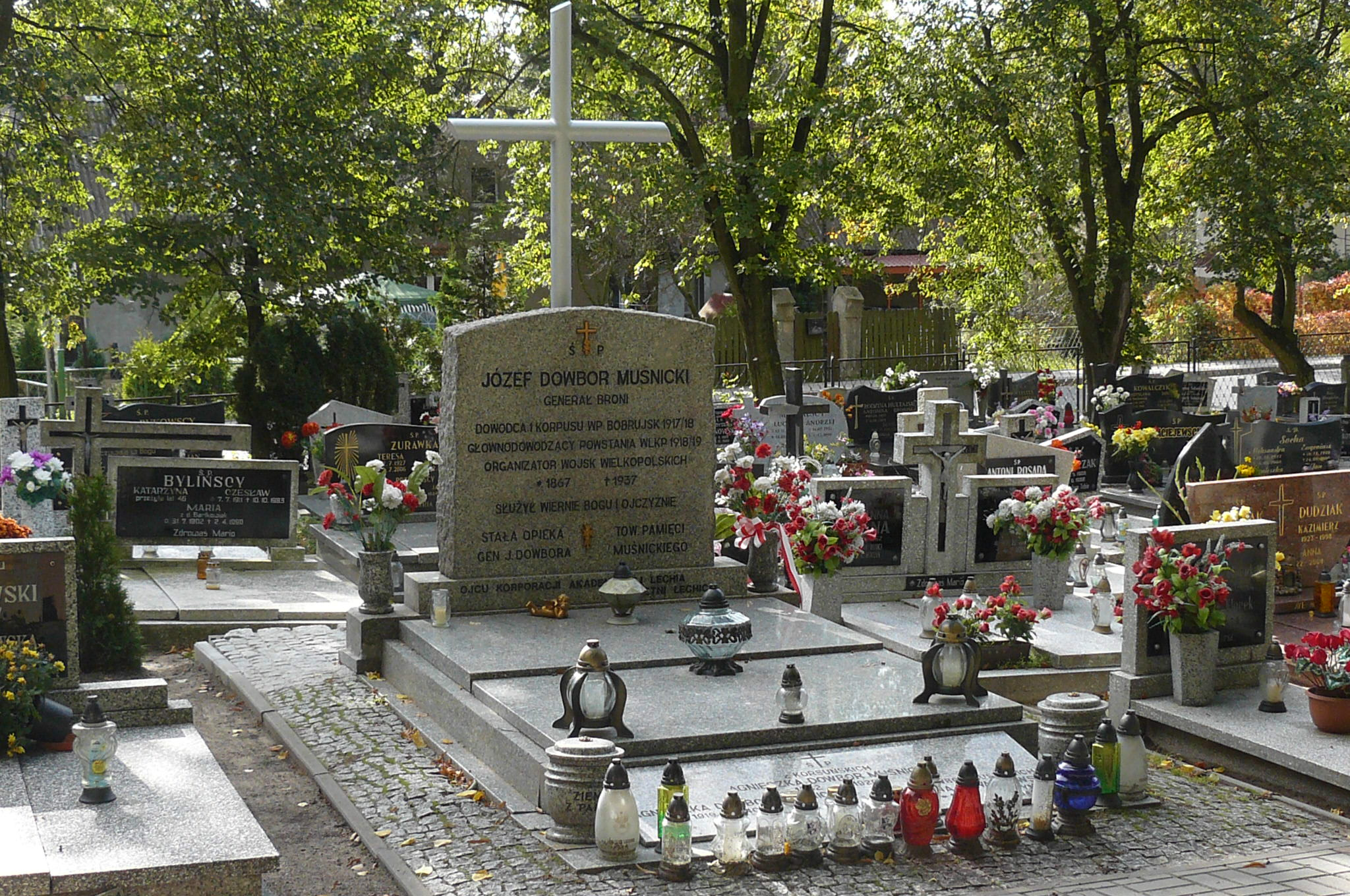
Grobowiec rodziny Dowbor-Muśnickich w Lusowie

Minister obrony narodowej decyzją Nr 439/MON z dnia 5 października 2007 awansował ją pośmiertnie do stopnia porucznika. Awans został ogłoszony w dniu 10 listopada 2007 w Warszawie, w trakcie uroczystości „Katyń Pamiętamy – Uczcijmy Pamięć Bohaterów”.
W ramach akcji „Katyń... pamiętamy” / „Katyń... Ocalić od zapomnienia” Janinie Lewandowskiej poświęcono Dąb Pamięci w Połczynie-Zdroju.
Postać Janiny Lewandowskiej została wykorzystana w sztuce oratorskiej przez premiera Donalda Tuska w przemówieniu wygłoszonym podczas obchodów rocznicowych 7 kwietnia 2010 w Katyniu. Była jedyną ofiarą zbrodni katyńskiej wymienioną w tym przemówieniu z nazwiska.
Rzeźba przedstawiająca Janinę Lewandowską jest jednym z elementów Narodowego Pomnika Katyńskiego w Baltimore autorstwa Andrzeja Pityńskiego.
W 2010 Zbigniew Wacław Kowalewski zrealizował fabularyzowany dokument „Z nieba do nieba” poświęcony postaci Janiny Lewandowskiej. Film wyprodukowało Studio Filmowe Kronika.
W 2006 uchwałą Rady Miasta Krakowa nazwano jej imieniem rondo między ulicami Marii Dąbrowskiej i Mieczysława Medweckiego.
22 kwietnia 2011 imieniem Janiny Lewandowskiej nazwano 5 Poznańską Żeńską Drużynę Harcerską „Wędrowne Ptaki”.
W kwietniu 2019 Rada Miasta Poznania nazwała imieniem Janiny Lewandowskiej fragment ulicy Podgórnej.
19 marca 2020 Narodowy Bank Polski wprowadził do obiegu okolicznościową srebrną monetę o nominale 10 zł „Katyń–Palmiry 1940”, upamiętniającą zamordowane siostry: Agnieszkę Dowbor-Muśnicką i Janinę Lewandowską.